# 白い天使が降りてくる
「白い天使が降りてくる」（しろいてんしがおりてくる）は、RAG FAIRの7枚目のシングル。2003年11月12日に発売された。

## 概要
前作から約5ヶ月ぶりとなるシングル。

## 収録曲
1. 白い天使が降りてくる
2. ヨー・ヨー・マン～気づけばそこに雪が降る～
3. X'masマジック～12月の予感～